# San Giovanni Evangelista a Patmos (Donatello)
San Giovanni Evangelista a Patmos è uno stucco policromo di Donatello che decora uno dei medaglioni sui pennacchi che reggono la cupola della Sagrestia Vecchia nella basilica di San Lorenzo a Firenze. Misura 215 cm di diametro e risale al 1428-1443. Vari studiosi hanno proposto datazioni entro intervalli più brevi, ma non c'è accordo al riguardo.

## Storia
La Sagrestia di Brunelleschi, commissionata da Giovanni di Bicci de' Medici, venne realizzata tra il 1421 e il 1428. Un primo contatto con Donatello dovette risalire già al 1428, quando iniziò a fornire i primi rilievi, tra cui, forse, proprio i tondi delle Storie di San Giovanni evangelista. Nel 1434, dopo la morte di Giovanni e il rientro di Donatello da Roma, Cosimo de' Medici affidò allo scultore il compito di completare la decorazione di quella che era già diventata la cappella funebre della famiglia Medici. Donatello vi lavorò a più riprese, vista anche la mole del lavoro che prevedeva otto medaglioni monumentali, due lunette-soprapporte e due porte bronzee. I lavori erano tutti conclusi alla partenza per Padova dell'artista (1443).
Brunelleschi non fu contento dei lavori di Donatello alla sua Sagrestia: essi andavano a intaccare quell'essenzialità decorativa di cui si faceva promotore, inoltre non aveva gradito che non fosse stato interpellato nemmeno per un parere: fu la fine dell'amicizia e della collaborazione tra i due geni del primo Rinascimento.

## Descrizione e stile
I quattro medaglioni dei pennacchi rappresentavano scene della vita di san Giovanni evangelista, al quale era dedicata la cappella essendo il patrono del primo committente, Giovanni di Bicci. Si tratta della prima grande commissione documentata da parte dei Medici per lo scultore, nonché della sua prima prova conosciuta su un ciclo composto da più scene.

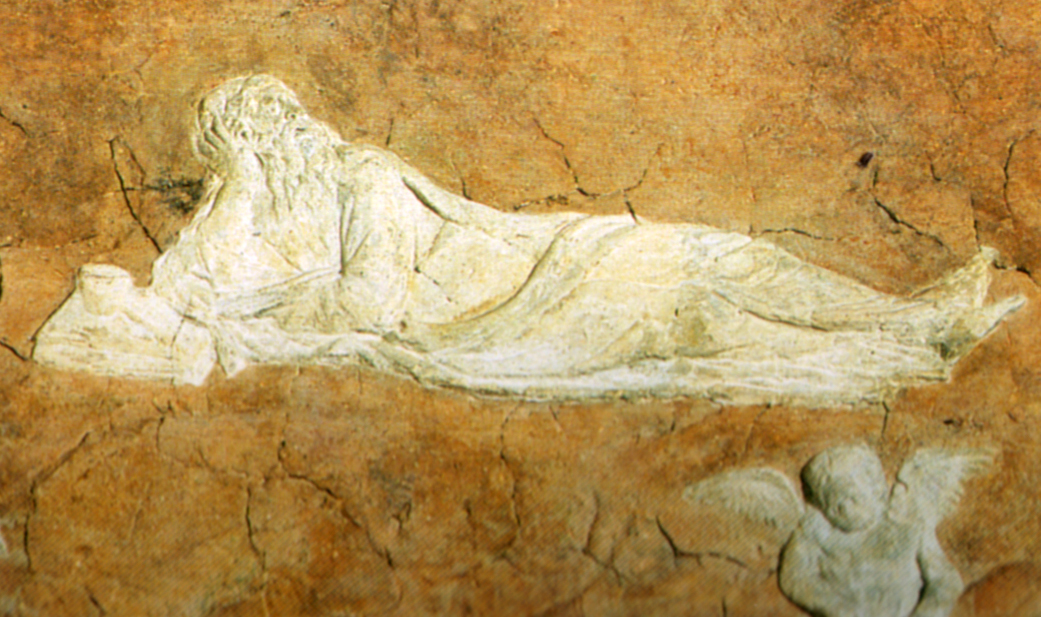
Dettaglio

La scena di San Giovanni Evangelista a Patmos è la terza del ciclo. Secondo la Leggenda Aurea il santo, dopo essersi salvato da un tentativo di martirio a Roma, venne confinato nell'isola di Patmos, nel mar Egeo, dove ricevette la visione dell'Apocalisse.
Questo medaglione si discosta dagli altri della serie per l'assenza di elementi architettonici, cosa che dopotutto l'ambientazione non permetteva. Nonostante ciò Donatello non rinuncio a mettere alcuni minimi accenni prospettici, come la stradina sulla sinistra che corre verso un punto di fuga centrale, e il corto filare di alberi (anticamente le foglie dovevano essere colorate di verde). Questo uso del filare per indicare il punto di fuga è in qualche modo debitore dello sfondo del Tributo di Masaccio.
San Giovanni è sdraiato in terra, vicino a due angioletti che bilanciano la fascia più bassa, ed è dotato di libro e calamaio. La sua testa guarda in alto, dove sta ricevendo la visione apocalittica, che egli ammira con una composta espressione di sorpresa (la bocca è leggermente dischiusa) ed annota, pennino alla mano. La visione comprende il Drago, che precipitato sulla terra da Michele arcangelo fa guerra contro la Donna vestita di sole; la figura seduta in cielo che sembra riporre una spada è probabilmente lo stesso Michele, privo però degli attributi ordinari, quali le ali di angelo.
Questo tondo ha analogie con il rilievo della Consegna delle chiavi al Victoria and Albert Museum di Londra, in particolare riguardo alla figura di Dio, simile al Cristo londinese, ed allo sfondo paesaggistico.